# Чавінь (провінція)
Чавінь (в'єт. Trà Vinh) — провінція на півдні В'єтнаму. Розташована у дельті Меконга між його рукавами — річками Котьєна і Хау, при впадінні їх у Південнокитайське море. Площа становить 2295 км²; населення за даними на 2009 рік — 1 003 012 жителів. Щільність населення — 436,14 осіб/км². Адміністративний центр — однойменне місто Чавінь, яке знаходиться за 202 км від Хошиміна.
В адміністративному відношенні поділяється на 1 місто (Чавін) і 7 повітів.
У 2009 році населення провінції становило 1 003 012 осіб (перепис), з них 494 054 (49,26 %) чоловіки і 508 958 (50,74 %) жінки, 849 316 (84,68 %) сільські жителі і 153 696 (15,32 %) жителі міст.
Національній склад населення (за даними перепису 2009 року): в'єтнамці 677 649 осіб (67,56 %), кхмери 317 203 особи (31,63 %), хоа 7 690 осіб (0,77 %), інші 470 осіб (0,05 %).